# Михаловце (район)
Район Михаловце (словац. Okres Michalovce) — район Словакии. Находится в Кошицком крае. Граничит с Украиной.

## Население
| Год:        | 1994    | 2004    | 2014    | 2024    |
| ----------- | ------- | ------- | ------- | ------- |
| Broj ljudi: | 107 477 | 109 322 | 110 714 | 107 936 |
| Разница:    |         | +1,71 % | +1,27 % | −2,50 % |

### Статистические данные (2001)
Национальный состав:
- Словаки — 81,7 %
- Венгры — 11,7 %
- Цыгане — 4,0 %
- Русины/Украинцы — 0,6 %
- Чехи — 0,5 %

Конфессиональный состав:
- Католики — 51,7 %
- Реформаты — 20,4 %
- Греко-католики — 10,7 %
- Православные — 5,2 %
- Лютеране — 2,3 %
- Свидетели Иеговы — 1,6 %